# Innisfallen Island
Innisfallen Island (irisch Inis Faithlinn) ist eine 8,7 Hektar große Binnenseeinsel, die mit mehreren anderen im Lough Leane, einem See bei Killarney im County Kerry in der Republik Irland liegt.
See und Insel gehören zum Killarney-Nationalpark, wobei die Insel wegen der Ruinen der Innisfallen Abbey bedeutsam ist.
Möglicherweise verdankt der See Lough Leane seinen Namen dem Kloster auf Innisfallen, da der irische Name Loch Léin übersetzt „See des Lernens“ bedeutet.